# سبخة أم الخيالات
سبخة أم الخيالات هي سبخة تقع في ولاية تطاوين من الجنوب التونسي، جنوب شرقي مدينة تطاوين وجنوب غربي مدينة بنقردان.
| سبخة أم الخيالات |